# زوتی ئی۲۰۰
زوتی ای۲۰۰ یک خودروی تمام الکتریکی است که توسط خودروساز چینی، زوتی تولید می‌شد.

## بررسی اجمالی

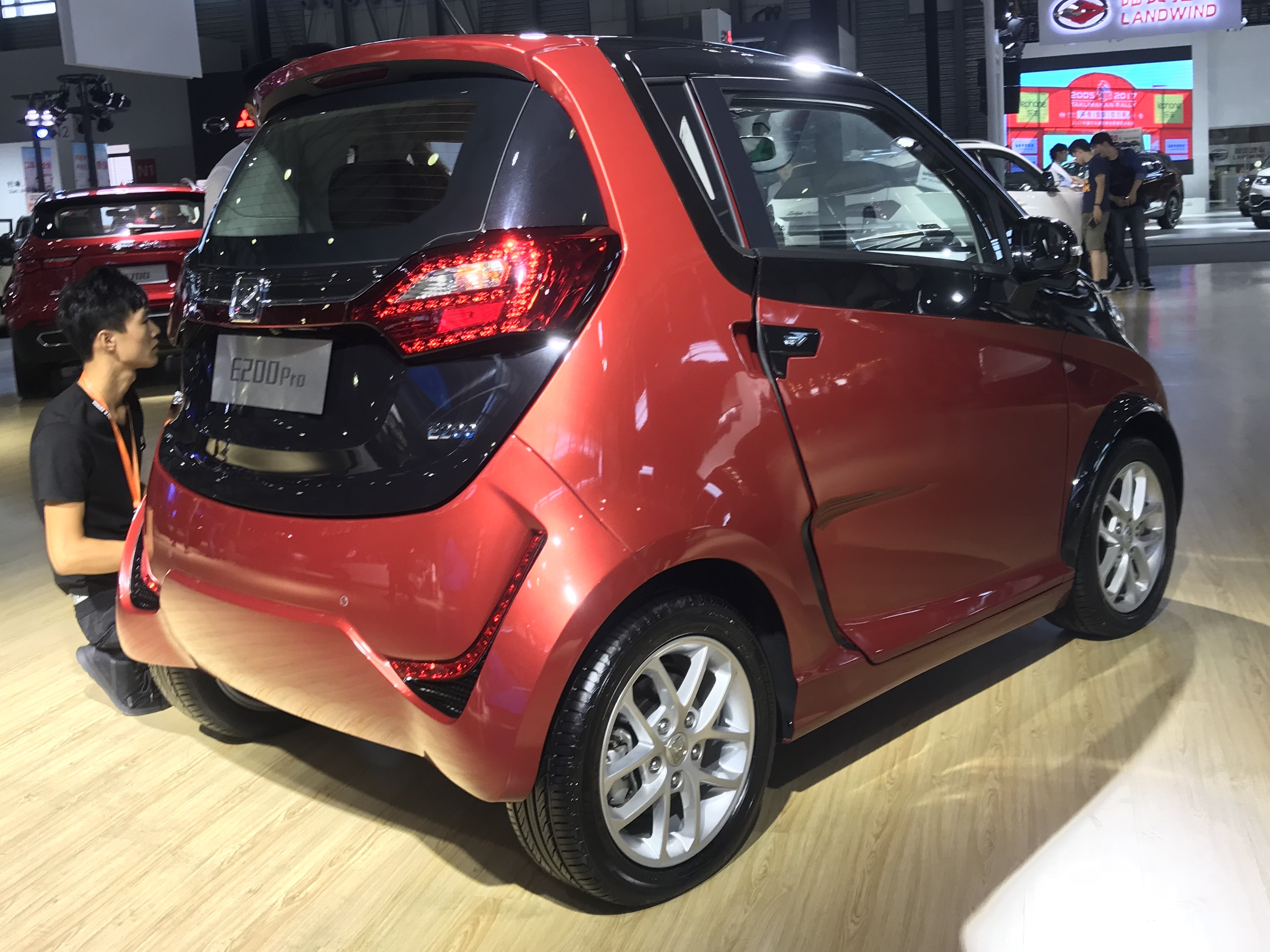
زوتی ئی۲۰۰ (عقب)

زوتی ئی۲۰۰ در نمایشگاه خودرو شانگهای ۲۰۱۵ در چین با قیمت ۶۹۹۰۰ یوان رونمایی شد.

خودروی برقی شهری ئی۲۰۰ از یک موتور الکتریکی با قدرت ۸۲ اسب بخار و ۱۷۰ نیوتن‌متر گشتاور بهره می‌برد. به گفته زوتی، زوتی ئی۲۰۰ حداکثر سرعت ۱۵۰ کیلومتر در ساعت با حداکثر برد ۲۲۰ کیلومتر را دارد. ئی۲۰۰ با دو باتری به انتخاب مشتری در دسترس است که شامل یک موتور ۲۴٫۵ کیلووات ساعتی یا ۳۱٫۹ کیلووات ساعتی.